# 馬爾琴·卡明斯基
馬爾琴·卡明斯基（波蘭語：Marcin Kamiński；1992年1月15日—）是一位波蘭足球運動員。在場上的位置是中後衛。他現在效力於德甲球隊沙爾克04。他也代表波蘭國家足球隊參賽。